# عبدالله الغالب
عبدالله الغالب (انگلیسی: Abdallah al-Ghalib؛ ۱۵۱۷ – ۲۲ ژانویه ۱۵۷۴) سلطان سعدیان مراکش از سال ۱۵۵۷ تا ۱۵۷۴ بود.